# 중화민국 총통
중화민국 총통(중국어 정체자: 中華民國總統)은 중화민국 국가원수이자 중화민국군 총사령관이다. 1949년 이전에는 중국 대륙에 대한 지배권을 가졌으나 국공내전 후 현재 남아있는 관할은 대만, 펑후 제도, 진먼, 마쭈 열도, 기타 작은 섬이다.
중화민국은 원래 의회공화제로 계획되어 법률상으로는 총통이 행정권 없는 명예직이었고 국민대회에서 간접선거로 뽑았다. 하지만 총통은 오랫동안 사실상의 최고 권력으로 기능했다. 1996년 선거부터 단순다수제 직접선거로 1회 재선할 수 있는 4년 임기 총통을 뽑게 됐다.
현직 총통은 2024년 5월 20일 취임한 민주진보당소속의 라이칭더이다.

## 입후보 자격
총통 선거에 입후보하려면 40세 이상의 중화민국 공민이어야 한다. 또 중화민국 타이완 지구에 15년 이상 거주지 등록이 있어야 하며 물리적으로 6개월 이상 연속으로 거주해야 한다. 국적을 회복했거나 귀화한 국민, 중화인민공화국 내 국민, 홍콩과 마카오 거주자, 군인, 선관위 공무원은 출마 할 수 없다.

## 권한
현재 총통은 중화민국이 행정권을 행사하는 지역에서 단순다수제 직접선거를 통해 4년 임기로 선출한다. 1991년 이전에는 중화민국 국민대회에서 6년 임기로 선출했다.
중화민국 헌법은 총통을 국가원수이자 중화민국군(구 국민혁명군) 총사령관으로 규정한다. 총통은 조약 체결, 선전포고, 종전 등 외교에 대한 책임이 있다. 거부권이 없지만 행정원(내각)의 거부안을 찬성하거나 반대할 수 있다. 사면권, 계엄선포권, 훈장수여권 역시 가지고 있다.
국가 또는 국민 안전에 대한 긴급한 위험을 피하거나 심각한 재정 또는 경제 위기에 대처하기 위해 행정원회의의 의결을 거쳐 긴급명령을 발령하고 필요한 모든 수단을 동원할 수 있다. 그러나 긴급명령은 발령 10일 안에 입법원(의회)의 승인을 받지 못하면 무효가 된다.
입법원이 행정원장(총리)에 대한 불신임안을 통과시키면 입법원 의장과 상의를 거쳐 10일 안에 입법원을 해산할 수 있다. 그러나 계엄령이나 긴급명령이 발효된 상황에서는 해산할 수 없다. 입법원 해산 후 60일 안에 선거를 실시해야 한다.
총통은 자정(고위 고문), 국책 고문, 전략 고문을 임명할 수 있지만 이들이 국무회의를 구성하지는 않는다.
중화민국 헌법은 행정원(행정원장 주재)을 내치를 감독하는 최고 행정 권력으로 규정하며 총통이 행정원장보다 큰 권한이 있는지 명시하지 않는다. 하지만 총통이 군 총사령관인 것과 외교에 관한 최고 권력인 것은 명시하고 있다. 1948년 총통으로 선출되기 전 장제스는 총통에 후스를 지명하면서 새 헌법하에서 총통직을 명예직으로 축소하고 자신은 행정원장이 되겠다고 주장했다. 그러나 국민대회는 압도적으로 장제스를 총통으로 지지했고 그는 이 자리에 있으면서 큰 권력을 행사했다. 당시 행정원장은 정책 수립이 아닌 집행 역할에 머물렀다. 1980년대까지 중화민국의 권력은 이와같이 제도화가 아닌 인격화돼 있었고 권력은 누가 총통직에 있느냐에 따라 크게 달라졌다. 예를 들어, 옌자간은 거의 명예직 총통이었고 실권은 행정원장 장징궈에 있었다. 장징궈는 총통이 된 후에도 실권을 행사했다. 1988년 장징궈가 총통으로 있을 때 사망하고 리덩후이가 직을 승계하자 국민당 내 권력투쟁이 발생했고 총통과 행정원장의 관계에 대한 헌법 논쟁으로 확장됐다. 리덩후위의 앞 세 명의 행정원장(유궈화, 리환, 하오보춘)은 리 총통의 집권을 반대했던 외성인(대륙 출신)이었다. 리덩후위는 국민당 보수파를 달래기 위해 리환과 하오보춘을 임명했다. 후에 첫 타이완 원주민 출신 롄잔 원장을 임명했고 이것은 리덩후위의 권력 공고화로 받아들여졌다. 또한 이 기간 동안 총통의 공직 임명에 대한 행정원장의 승인권, 총통의 행정원장 지명에 대한 입법원의 승인권이 삭제됐다. 이로 인해 리덩후위의 권력이 더욱 강해졌다.
2000년 천수이벤 총통이 당선된 후 입법원이 여소야대가 되자 헌법에 잠재된 몇 가지 문제가 대두됐다. 행정원장 임면에 대한 입법원의 역할, 총통의 입법원 특별 회기 소집 권한, 국민투표 부의 권한이 정확히 누구에게 있는 지에 대한 것이었다. 이런 문제의 해결은 정당 간 협상을 통했다.

## 역사

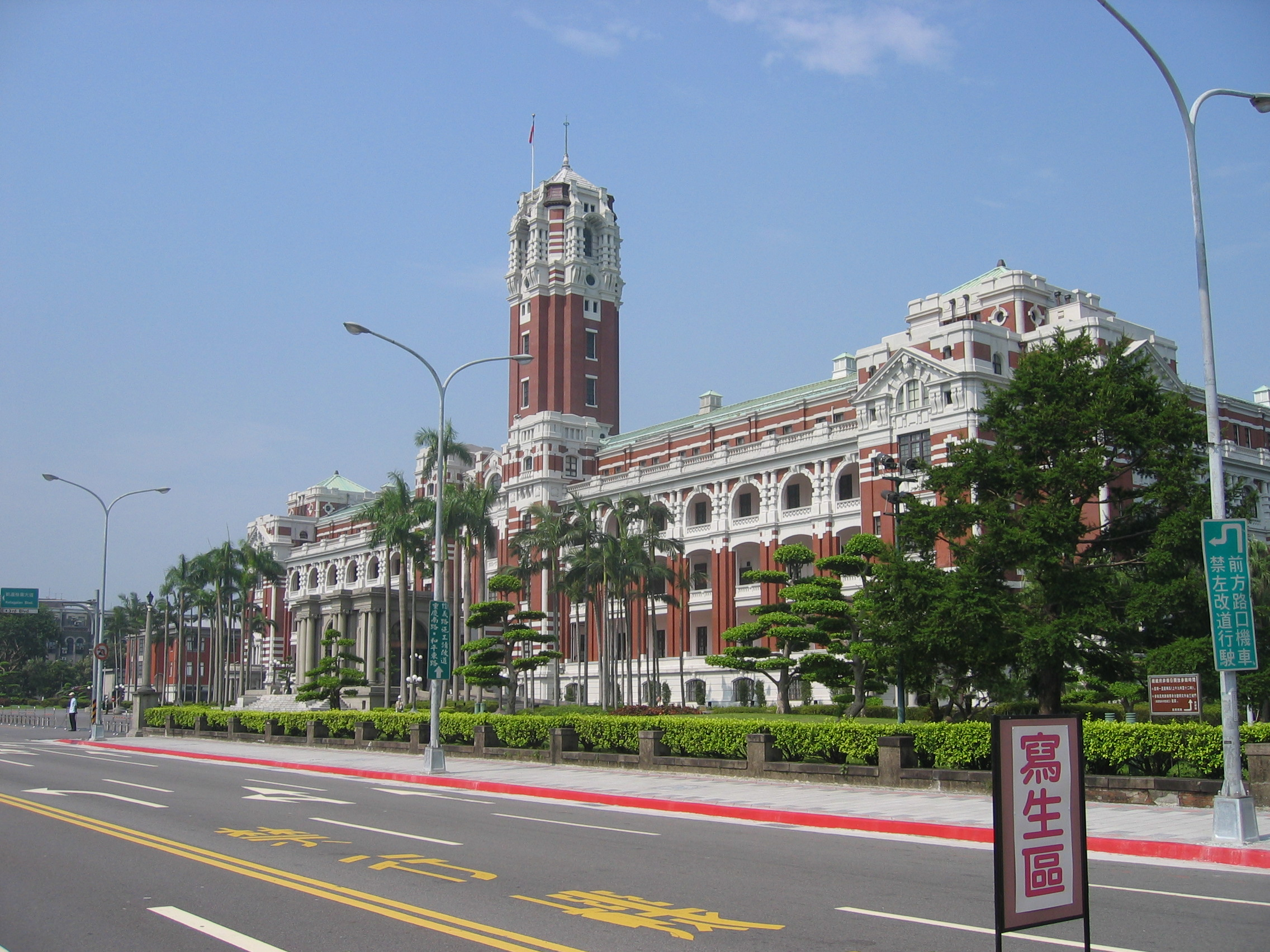
중화민국 총통부 건물(타이베이)

총통 직선제 실시 후 득표율 비교
국민당
민주진보당
신당
무소속 쑹추위와 나중의 친민당
대만민중당
다른 무소속들

1912년~1913년에는 중화민국 임시 대총통, 1913년~1924년 중화민국 대총통, 1924년~1926년 중화민국 임시집정, 1927년~1928년에는 중화민국 육해군대원수(陸海軍大元帥), 1928년~1948년 사이에는 중화민국 국민정부 주석으로 부르다가, 1947년 12월 25일에 중화민국 헌법을 시행하면서 이전의 국민정부 주석 직책을 폐지하고, 헌법에 기초하여 총통직을 창설하여, 1948년 5월 20일에 장제스가 초대 총통에 취임하였다. 1949년 이후 중화민국의 통치 범위가 타이완 및 그 주변의 일부 도서지역에 한정되어 있기 때문에, 제3국에서는 중화인민공화국의 주석과 구별하기 위해 타이완 총통(중국어: 臺灣總統)으로도 종종 불린다.

## 역대 총통 목록

### 중화민국 헌법제정 이후
| 대  | 사진            | 이름            | 임기            | 임기                                                    | 정당       | 비고                           |
| 대  | 사진            | 이름            | 취임일          | 퇴임일                                                  | 정당       | 비고                           |
| --- | --------------- | --------------- | --------------- | ------------------------------------------------------- | ---------- | ------------------------------ |
| 1   |                 | 장제스 蔣介石   | 1948년 5월 20일 | 1949년 1월 21일                                         | 중국국민당 |                                |
| -   |                 | 리쭝런 李宗仁   | 1949년 1월 21일 | 1950년 3월 1일                                          | 중국국민당 | 권한대행                       |
| (1) |                 | 장제스 蔣介石   | 1950년 3월 1일  | 1954년 5월 20일                                         | 중국국민당 | 직무복귀                       |
| 2   | 1954년 5월 20일 | 장제스 蔣介石   | 1960년 5월 20일 |                                                         | 중국국민당 |                                |
| 3   | 1960년 5월 20일 | 장제스 蔣介石   | 1966년 5월 20일 |                                                         | 중국국민당 |                                |
| 4   | 1966년 5월 20일 | 장제스 蔣介石   | 1972년 5월 20일 |                                                         | 중국국민당 |                                |
| 5   | 1972년 5월 20일 | 장제스 蔣介石   | 1975년 4월 5일  | 임기중 사망                                             | 중국국민당 |                                |
| (5) |                 | 옌자간 嚴家淦   | 1975년 4월 6일  | 1978년 5월 20일                                         | 중국국민당 | 총통 사망으로 인한 직무승계    |
| 6   |                 | 장징궈 蔣經國   | 1978년 5월 20일 | 1984년 5월 20일                                         | 중국국민당 |                                |
| 7   | 1984년 5월 20일 | 장징궈 蔣經國   | 1988년 1월 13일 | 임기중 사망                                             | 중국국민당 |                                |
| (7) |                 | 리덩후이 李登輝 | 1988년 1월 13일 | 1990년 5월 20일                                         | 중국국민당 | 총통 사망으로 인한 직무승계    |
| 8   | 1990년 5월 20일 | 리덩후이 李登輝 | 1996년 5월 20일 |                                                         | 중국국민당 |                                |
| 9   | 1996년 5월 20일 | 리덩후이 李登輝 | 2000년 5월 20일 | 직접선거 실시와 함께 임기도 6년에서 4년으로 조정하였다. | 중국국민당 |                                |
| 10  |                 | 천수이볜 陳水扁 | 2000년 5월 20일 | 2004년 5월 20일                                         | 민주진보당 | 중화민국 최초의 야당 출신 총통 |
| 11  | 2004년 5월 20일 | 천수이볜 陳水扁 | 2008년 5월 20일 |                                                         | 민주진보당 | 중화민국 최초의 야당 출신 총통 |
| 12  |                 | 마잉주 馬英九   | 2008년 5월 20일 | 2012년 5월 20일                                         | 중국국민당 | 중화민국 국민당 출신의 총통    |
| 13  | 2012년 5월 20일 | 마잉주 馬英九   | 2016년 5월 20일 |                                                         | 중국국민당 | 중화민국 국민당 출신의 총통    |
| 14  |                 | 차이잉원 蔡英文 | 2016년 5월 20일 | 2020년 5월 20일                                         | 민주진보당 | 중화민국 최초의 여성 총통      |
| 15  | 2020년 5월 20일 | 차이잉원 蔡英文 | 2024년 5월 20일 |                                                         | 민주진보당 | 중화민국 최초의 여성 총통      |
| 16  |                 | 라이칭더 賴清德 | 2024년 5월 20일 |                                                         | 민주진보당 |                                |

## 같이 보기
- 중화민국 총통부
- 중화민국 부총통
- 중화민국의 행정원장
- 중화민국의 대외 관계
- 1996년 중화민국 총통 선거
- 2000년 중화민국 총통 선거
- 2004년 중화민국 총통 선거
- 2008년 중화민국 총통 선거
- 2012년 중화민국 총통 선거
- 2016년 중화민국 총통 선거
- 2020년 중화민국 총통 선거
- 2024년 중화민국 총통 선거